# Lîman, Starobilsk
Lîman (în ucraineană Лиман) este localitatea de reședință a comunei Lîman din raionul Starobilsk, regiunea Luhansk, Ucraina.

## Demografie
Componența lingvistică a localității Lîman
     Ucraineană (92,2%)
     Rusă (7,54%)
     Alte limbi (0,15%)
Conform recensământului din 2001, majoritatea populației localității Lîman era vorbitoare de ucraineană (92,2%), existând în minoritate și vorbitori de rusă (7,54%).